# Onthophagus tabidus
Onthophagus tabidus är en skalbaggsart som beskrevs av Vladimir Balthasar 1935. Onthophagus tabidus ingår i släktet Onthophagus och familjen bladhorningar. Inga underarter finns listade i Catalogue of Life.